# Arima Toyouji
Arima Toyouji (有馬 豊氏?; 18 maggio 1569 – 21 novembre 1642) è stato un daimyō giapponese dei periodi  Sengoku ed Edo, servitore del clan Tokugawa.

## Biografia
Toyouji fu un figlio di Arima Noriyori, servitore di Toyotomi Hideyoshi.
Servì per i Watarase fino a quando non sono furono coinvolti nello scandalo di Toyotomi Hidetsugu (1595). Si unì a Tokugawa Ieyasu dopo la morte di Hideyoshi (1598), venendo ferito nella battaglia di Kuisegawa e guidando per lui 900 uomini nella battaglia di Sekigahara. Dopo la campagna gli fu affidato il feudo di Fukuchiyama (Tamba, 80.000 koku ). Combatté ferocemente nell'assedio di Osaka e si racconta che avesse preso personalmente 57 teste. Nel 1620 gli fu assegnato il feudo di Kurume (Chikugo, 210.000 koku) e guidò truppe nella ribellione di Shimabara (1637-38). I suoi discendenti rimasero a Kurume fino alla restaurazione Meiji.